# Des larmes et de l’amour
 (octobre 2017).
Si vous disposez d'ouvrages ou d'articles de référence ou si vous connaissez des sites web de qualité traitant du thème abordé ici, merci de compléter l'article en donnant les références utiles à sa vérifiabilité et en les liant à la section « Notes et références ».
Albums de François Feldman
Couleurs d’origine
(1997) Vivant
(2018)
Singles
1. Les Violons tziganes (Promo)
Sortie : 2004
2. Tes désirs
Sortie : 2005

Des larmes et de l'amour est le septième album studio enregistré par François Feldman, auteur-compositeur-interprète français.

## Réception
Ce nouvel opus, par ailleurs passé totalement inaperçu – parvenant à se classer trois semaines dans le hit-parade dont une à la 132e place, sa meilleure position – est sorti en 2004.

## Liste des titres
Toutes les paroles sont écrites par Jean-Marie Moreau, François Feldman, toute la musique est composée par François Feldman.
| 1.    | Pour que tu pardonnes    | 3:36 |
| 2.    | Les Violons tziganes     | 3:57 |
| 3.    | Mon ange                 | 4:03 |
| 4.    | Tes désirs               | 4:00 |
| 5.    | La Feuille blanche       | 2:31 |
| 6.    | Tu es tout ce que j'aime | 3:16 |
| 7.    | Le temps déjà            | 3:22 |
| 8.    | Elle glisse              | 3:37 |
| 9.    | Panique sentimentale     | 4:05 |
| 10.   | J'irai vers toi          | 3:40 |
| 11.   | Des larmes et de l'amour | 3:51 |
| 39:59 |                          |      |

## Classement hebdomadaire
| Classement (2004) | Meilleure position |
| ----------------- | ------------------ |
| France (SNEP)     | 132                |

## Historique de sortie
| Pays   | Date              | Format                    | Label     |
| ------ | ----------------- | ------------------------- | --------- |
| France | novembre 2004     | CD                        | Universal |
| France | 1er novembre 2006 | Téléchargement de musique | Universal |